# Eutelia polychordula
Eutelia polychordula là một loài bướm đêm trong họ Noctuidae.